# Lijst van wereldkampioenen ploegenachtervolging
De ploegenachtervolging bij de mannen maakt sinds 1993 deel uit van het wereldkampioenschap baanwielrennen. In 2008 werd de ploegenachtervolging voor vrouwen toegevoegd aan het programma.

## Medaillewinnaars

### Mannen

#### Professionals (vanaf 1993)
| Jaar | Plaats      | Goud                                                                                                | Zilver                                                                                              | Brons                                                                                               |
| 2024 | Ballerup    | Denemarken Tobias Aagaard Hansen Carl-Frederik Bévort Niklas Larsen Frederik Madsen Rasmus Pedersen | Verenigd Koninkrijk Josh Charlton Ethan Hayter Charlie Tanfield Oliver Wood Rhys Britton            | Duitsland Benjamin Boos Ben Felix Jochum Bruno Kessler Tim Torn Teutenberg Felix Gross              |
| 2023 | Glasgow     | Denemarken Niklas Larsen Carl-Frederik Bévort Lasse Norman Leth Rasmus Pedersen Frederik Madsen     | Italië Filippo Ganna Francesco Lamon Jonathan Milan Manlio Moro Simone Consonni                     | Nieuw-Zeeland Aaron Gate Campbell Stewart Tom Sexton Nick Kergozou                                  |
| 2022 | Parijs      | Verenigd Koninkrijk Ethan Hayter Daniel Bigham Ethan Vernon Oliver Wood                             | Italië Simone Consonni Filippo Ganna Manlio Moro Jonathan Milan Francesco Lamon                     | Denemarken Lasse Norman Hansen Tobias Aagaard Hansen Carl-Frederik Bévort Rasmus Pedersen           |
| 2021 | Roubaix     | Italië Simone Consonni Filippo Ganna Francesco Lamon Jonathan Milan Michele Scartezzini             | Frankrijk Thomas Boudat Thomas Denis Valentin Tabellion Benjamin Thomas                             | Verenigd Koninkrijk Ethan Hayter Charlie Tanfield Ethan Vernon Oliver Wood Kian Emadi               |
| 2020 | Berlijn     | Denemarken Lasse Norman Hansen Julius Johansen Frederik Madsen Rasmus Pedersen                      | Nieuw-Zeeland Campbell Stewart Corbin Strong Aaron Gate Jordan Kerby Regan Gough                    | Italië Simone Consonni Filippo Ganna Francesco Lamon Jonathan Milan Michele Scartezzini             |
| 2019 | Pruszków    | Australië Sam Welsford Leigh Howard Alexander Porter Kelland O'Brien Cameron Scott                  | Verenigd Koninkrijk Edward Clancy Kian Emadi Ethan Hayter Charlie Tanfield Oliver Wood              | Denemarken Lasse Norman Hansen Julius Johansen Rasmus Pedersen Casper von Folsach Niklas Larsen     |
| 2018 | Apeldoorn   | Verenigd Koninkrijk Edward Clancy Kian Emadi Ethan Hayter Charlie Tanfield                          | Denemarken Niklas Larsen Julius Johansen Frederik Madsen Casper von Folsach                         | Italië Simone Consonni Liam Bertazzo Filippo Ganna Francesco Lamon                                  |
| 2017 | Hongkong    | Australië Sam Welsford Cameron Meyer Alexander Porter Nick Yallouris                                | Nieuw-Zeeland Regan Gough Pieter Bulling Dylan Kennett Nicholas Kergozou                            | Italië Simone Consonni Liam Bertazzo Filippo Ganna Francesco Lamon                                  |
| 2016 | Londen      | Australië Sam Welsford Michael Hepburn Callum Scotson Miles Scotson Alexander Porter Luke Davison   | Verenigd Koninkrijk Jonathan Dibben Ed Clancy Owain Doull Bradley Wiggins Steven Burke Andy Tennant | Denemarken Lasse Norman Hansen Niklas Larsen Frederik Madsen Casper von Folsach Rasmus Quaade       |
| 2015 | Parijs      | Nieuw-Zeeland Pieter Bulling Alex Frame Dylan Kennett Marc Ryan                                     | Verenigd Koninkrijk Steven Burke Edward Clancy Owain Doull Andrew Tennant                           | Australië Alexander Edmondson Mitchell Mulhern Miles Scotson Jack Bobridge                          |
| 2014 | Cali        | Australië Alexander Edmondson Mitchell Mulhern Luke Davison Glenn O'Shea                            | Denemarken Rasmus Christian Quaade Casper Folsach Alex Rasmussen Lasse Norman Hansen                | Nieuw-Zeeland Pieter Bulling Aaron Gate Dylan Kennett Marc Ryan                                     |
| 2013 | Minsk       | Australië Alexander Edmondson Michael Hepburn Alexander Morgan Glenn O'Shea                         | Verenigd Koninkrijk Steven Burke Edward Clancy Samuel Harrison Andrew Tennant                       | Denemarken Rasmus Christian Quaade Casper Folsach Mathias Moller Lasse Norman Hansen                |
| 2012 | Melbourne   | Verenigd Koninkrijk Steven Burke Edward Clancy Peter Kennaugh Geraint Thomas                        | Australië Jack Bobridge Rohan Dennis Michael Hepburn Glenn O'Shea                                   | Nieuw-Zeeland Sam Bewley Westley Gough Aaron Gate Marc Ryan                                         |
| 2011 | Apeldoorn   | Australië Jack Bobridge Rohan Dennis Michael Hepburn Luke Durbridge                                 | Rusland Aleksej Markov Jevgeni Kovalev Ivan Kovalev Aleksandr Serov                                 | Verenigd Koninkrijk Steven Burke Edward Clancy Peter Kennaugh Andrew Tennant                        |
| 2010 | Kopenhagen  | Australië Jack Bobridge Rohan Dennis Michael Hepburn Cameron Meyer                                  | Verenigd Koninkrijk Steven Burke Edward Clancy Ben Swift Andrew Tennant                             | Nieuw-Zeeland Westley Gough Peter Latham Marc Ryan Jesse Sergent                                    |
| 2009 | Pruszków    | Denemarken Michael Faerk Christensen Casper Jørgensen Jens-Erik Madsen Alex Rasmussen               | Australië Jack Bobridge Rohan Dennis Leigh Howard Cameron Meyer                                     | Nieuw-Zeeland Westley Gough Peter Latham Marc Ryan Jesse Sergent                                    |
| 2008 | Manchester  | Verenigd Koninkrijk Edward Clancy Geraint Thomas Paul Manning Bradley Wiggins                       | Denemarken Casper Jorgensen Jens-Erik Madsen Alex Rasmussen Michael Faerk Christensen               | Australië Graeme Brown Mark Jamieson Bradley McGee Luke Roberts                                     |
| 2007 | Palma       | Verenigd Koninkrijk Edward Clancy Geraint Thomas Paul Manning Bradley Wiggins                       | Oekraïne Lyubomyr Polatayko Maksym Polischyuk Vitaliy Popkov Vitaliy Schedov                        | Denemarken Casper Jorgensen Jens-Erik Madsen Michael Mørkøv Alex Rasmussen                          |
| 2006 | Bordeaux    | Australië Peter Dawson Matthew Goss Mark Jamieson Stephen Wooldridge                                | Verenigd Koninkrijk Stephen Cummings Robert Hayles Paul Manning Geraint Thomas                      | Oekraïne Volodymyr Djoedja Roman Kononenko Lyubomyr Polataiko Maksym Politsjoek                     |
| 2005 | Los Angeles | Verenigd Koninkrijk Steve Cummings Rob Hayles Paul Manning Chris Newton                             | Nederland Levi Heimans Jens Mouris Peter Schep Niki Terpstra                                        | Australië Matthew Goss Ashley Hutchinson Mark Jamieson Stephen Wooldridge                           |
| 2004 | Melbourne   | Australië Peter Dawson Ashley Hutchinson Luke Roberts Stephen Wooldridge                            | Verenigd Koninkrijk Robert Hayles Paul Manning Chris Newton Bryan Steel                             | Spanje Carlos Castano Panadero Sergi Escobar Roure Asier Maeztu Billalabeitia Carlos Torrent Tarres |
| 2003 | Stuttgart   | Australië Graeme Brown Peter Dawson Brett Lancaster Stephen Wooldridge                              | Verenigd Koninkrijk Robert Hayles Paul Manning Bryan Steel Bradley Wiggins                          | Frankrijk Fabien Merciris Jérôme Neuville Franck Perque Fabien Sanchez                              |
| 2002 | Kopenhagen  | Australië Peter Dawson Brett Lancaster Stephen Wooldridge Luke Roberts                              | Duitsland Guido Fulst Sebastian Siedler Christian Bach Jens Lehmann                                 | Verenigd Koninkrijk Paul Manning Bradley Wiggins Chris Newton Bryan Steel                           |
| 2001 | Antwerpen   | Oekraïne Alexander Simonenko Sergeï Tscherniowsky Alexander Fedenko Lubomir Polotajko               | Verenigd Koninkrijk Paul Manning Bradley Wiggins Chris Newton Bryan Steel                           | Duitsland Guido Fulst Sebastian Siedler Christian Bach Jens Lehmann                                 |
| 2000 | Manchester  | Duitsland Guido Fulst Sebastian Siedler Daniel Becke Jens Lehmann                                   | Verenigd Koninkrijk Paul Manning Bradley Wiggins Chris Newton Jonathan Clay                         | Frankrijk Damien Pommereau Jérôme Neuville Philippe Gaumont Cyril Bos                               |
| 1999 | Berlijn     | Duitsland Guido Fulst Robert Bartko Daniel Becke Jens Lehmann                                       | Frankrijk Philippe Ermenault Jérôme Neuville Francis Moreau Cyril Bos                               | Rusland Eduard Gritsun Alexeï Markov Vladislav Borisov Denis Smyslov                                |
| 1998 | Bordeaux    | Oekraïne Alexander Simonenko Sergeï Matveiev Alexander Fedenko Roeslan Pidhorny                     | Duitsland Guido Fulst Robert Bartko Daniel Becke Christian Lademann                                 | Italië Andrea Colinelli Adler Capelli Cristiano Citton Mario Benetton                               |
| 1997 | Perth       | Italië Andrea Colinelli Adler Capelli Cristiano Citton Mario Benetton                               | Oekraïne Alexander Simonenko Sergeï Matveiev Alexander Fedenko Alexander Klimenko                   | Frankrijk Philippe Ermenault Jérôme Neuville Carlos Da Cruz Franck Perque                           |
| 1996 | Manchester  | Italië Andrea Colinelli Adler Capelli Cristiano Citton Mauro Trentin                                | Frankrijk Philippe Ermenault Jean-Michel Monin Francis Moreau Cyril Bos                             | Duitsland Guido Fulst Torsten Rund Heiko Szonn Danilo Hondo                                         |
| 1995 | Bogota      | Australië Bradley McGee Tim O'Shannessy Rodney McGee Stuart O'Grady                                 | Oekraïne Alexander Simonenko Sergeï Matveiev Bogdan Bondariew Dimitri Tolstenkov                    | Verenigde Staten Conrad Zach Dirk Copeland Mariano Friedickx Matt Hamon                             |
| 1994 | Palermo     | Duitsland Guido Fulst Andreas Bach Jens Lehmann Danilo Hondo                                        | Verenigde Staten Carl Sundquist Dirk Copeland Mariano Friedickx Adam Laurent                        | Australië Brett Aitken Tim O'Shannessey Rodney Mcgee Stuart O'Grady                                 |
| 1993 | Hamar       | Australië Brett Aitken Tim O'Shannessey Billy Shearsby Stuart O'Grady                               | Duitsland Guido Fulst Andreas Bach Jens Lehmann Thorsten Schmidt                                    | Denemarken Jimmi Madsen Klaus-Kynde Nielsen Jan-Bo Petersen Lars-Otto Olsen                         |

#### Amateurs (1962-1992)
| Jaar | Plaats                                          | Goud                                                                                          | Zilver                                                                                            | Brons                                                                                              |
| 1992 | Niet georganiseerd vanwege de Olympische Spelen | Niet georganiseerd vanwege de Olympische Spelen                                               | Niet georganiseerd vanwege de Olympische Spelen                                                   | Niet georganiseerd vanwege de Olympische Spelen                                                    |
| 1991 | Stuttgart                                       | Duitsland Michael Glöckner Stefan Steinweg Jens Lehmann Andreas Walzer                        | Sovjet-Unie Evgueni Berzin Vladislav Bobrik Vadim Kravchenko Dmitri Nelioubine                    | Australië Brett Aitken Stephen McGlede Shaun O'Brien Stuart O'Grady                                |
| 1990 | Maebashi                                        | Sovjet-Unie Valeri Baturo Evgueni Berzin Dmitri Nelioubine Alexander Gontchenkov              | Duitsland Michael Glöckner Stefan Steinweg Erik Weispfennig Andreas Walzer                        | Australië Brett Aitken Stephen McGlede Darren Winter Mark Kingsland                                |
| 1989 | Lyon                                            | Duitse Democratische Republiek Steffen Blochwitz Carsten Wolf Thomas Liese Guido Fulst        | Sovjet-Unie Viatcheslav Ekimov Evgueni Berzin Dmitri Nelioubine Michail Orlov                     | Italië Marco Villa Giovanni Lombardi Ivan Cerioli David Solari                                     |
| 1988 | Niet georganiseerd vanwege de Olympische Spelen | Niet georganiseerd vanwege de Olympische Spelen                                               | Niet georganiseerd vanwege de Olympische Spelen                                                   | Niet georganiseerd vanwege de Olympische Spelen                                                    |
| 1987 | Wenen                                           | Sovjet-Unie Viatcheslav Ekimov Alexandre Krasnov Viktor Manakov Sergeï Khmelinine             | Duitse Democratische Republiek Steffen Blochwitz Dirk Meier Carsten Wolf Roland Hennig            | Tsjecho-Slowakije Pavel Soukup Miroslav Kundera Svatopluk Buchta Miroslav Junec                    |
| 1986 | Colorado Springs                                | Tsjecho-Slowakije Pavel Soukup Aleš Trčka Svatopluk Buchta Teodor Černý                       | Duitse Democratische Republiek Steffen Blochwitz Dirk Meier Bernd Dittert Roland Hennig           | Sovjet-Unie Viatcheslav Ekimov Alexandre Krasnov Viktor Manakov Sergeï Khmelinine                  |
| 1985 | Bassano del Grappa                              | Italië Roberto Amadio Massimo Brunelli Gianpaolo Grisandi Silvio Martinello                   | Polen Ryszard Davidowicz Marian Turowski Leszek Stępniewski Andrzej Sikorski                      | Sovjet-Unie Viatcheslav Ekimov Alexandre Krasnov Marat Ganeïev Vassili Schpundov                   |
| 1984 | Niet georganiseerd vanwege de Olympische Spelen | Niet georganiseerd vanwege de Olympische Spelen                                               | Niet georganiseerd vanwege de Olympische Spelen                                                   | Niet georganiseerd vanwege de Olympische Spelen                                                    |
| 1983 | Zürich                                          | Bondsrepubliek Duitsland Rolf Gölz Roland Günther Gerhard Strittmatter Michael Marx           | Duitse Democratische Republiek Carsten Wolf Mario Hernig Bernd Dittert Hans-Joachim Pohl          | Tsjecho-Slowakije Pavel Soukup Aleš Trčka František Raboň Robert Sterba                            |
| 1982 | Leicester                                       | Sovjet-Unie Konstantin Khrabtsov Alexandre Krasnov Valeri Movchan Sergueï Nikitenko           | Bondsrepubliek Duitsland Roland Günther Gerhard Strittmatter Axel Bokeloh Michael Marx            | Duitse Democratische Republiek Detlef Macha Mario Hernig Gerald Buder Volker Winkler               |
| 1981 | Brno                                            | Duitse Democratische Republiek Detlef Macha Bernd Dittert Axel Grosser Volker Winkler         | Sovjet-Unie Alexandre Krasnov Viktor Manakov Alexandre Kulikov Nikolai Kuznetzov                  | Tsjecho-Slowakije Martin Penc Aleš Trčka František Raboň Jiri Pokorny                              |
| 1980 | Niet georganiseerd vanwege de Olympische Spelen | Niet georganiseerd vanwege de Olympische Spelen                                               | Niet georganiseerd vanwege de Olympische Spelen                                                   | Niet georganiseerd vanwege de Olympische Spelen                                                    |
| 1979 | Amsterdam                                       | Duitse Democratische Republiek Lutz Haueisen Gerald Mortag Axel Grosser Volker Winkler        | Sovjet-Unie Viktor Manakov Vassili Ehrlich Vladimir Osokin Vitali Petrakov                        | Italië Maurizio Bidinost Pierangelo Bincoletto Silvestro Milani Sandro Callari                     |
| 1978 | München                                         | Duitse Democratische Republiek Uwe Unterwalder Gerald Mortag Matthias Wiegand Volker Winkler  | Sovjet-Unie Vladimir Osokin Vassili Ehrlich Vitali Petrakov Igor Pilipenko                        | Zwitserland Robert Dill-Bundi Urs Freuler Hans Kaenel Walter Baumgartner                           |
| 1977 | San Cristóbal                                   | Duitse Democratische Republiek Norbert Dürpisch Gerald Mortag Matthias Wiegand Volker Winkler | Bondsrepubliek Duitsland Günther Schumacher Peter Vonhof Hans Lutz Henry Rinklin                  | Zwitserland Robert Dill-Bundi Daniel Gisiger Hans Kaenel Walter Baumgartner                        |
| 1976 | Niet georganiseerd vanwege de Olympische Spelen | Niet georganiseerd vanwege de Olympische Spelen                                               | Niet georganiseerd vanwege de Olympische Spelen                                                   | Niet georganiseerd vanwege de Olympische Spelen                                                    |
| 1975 | Rocourt                                         | Bondsrepubliek Duitsland Günther Schumacher Peter Vonhof Hans Lutz Gregor Braun               | Sovjet-Unie Vladimir Osokin Vitali Petrakov Viktor Sokolov Alexandre Perov                        | Duitse Democratische Republiek Norbert Dürpisch Thomas Huschke Uwe Unterwalder Klaus-Jürgen Grünke |
| 1974 | Montréal                                        | Bondsrepubliek Duitsland Günther Schumacher Peter Vonhof Hans Lutz Dietrich Thurau            | Duitse Democratische Republiek Thomas Huschke Heinz Richter Uwe Unterwalder Klaus-Jürgen Grünke   | Tsjecho-Slowakije Jaremir Dolezal Petrnek Kocek Michal Klasa Milan Puzrla                          |
| 1973 | San Sebastián                                   | Bondsrepubliek Duitsland Günther Schumacher Peter Vonhof Hans Lutz Günter Haritz              | Verenigd Koninkrijk Michael Bennett Richard Evans Ian Hallam William Moore                        | Nederland Gerrie Fens Peter Nieuwenhuis Herman Ponsteen Roy Schuiten                               |
| 1972 | Niet georganiseerd vanwege de Olympische Spelen | Niet georganiseerd vanwege de Olympische Spelen                                               | Niet georganiseerd vanwege de Olympische Spelen                                                   | Niet georganiseerd vanwege de Olympische Spelen                                                    |
| 1971 | Varese                                          | Italië Pietro Algeri Giacomo Bazzan Giorgio Morbiato Luciano Borgognoni                       | Bondsrepubliek Duitsland Thomas Huschke Heinz Richter Herbert Richter Uwe Unterwalder             | Duitse Democratische Republiek Günter Haritz Udo Hempel Peter Vonhof Jürgen Colombo                |
| 1970 | Leicester                                       | Bondsrepubliek Duitsland Günter Haritz Peter Vonhof Hans Lutz Günther Schumacher              | Duitse Democratische Republiek Thomas Huschke Heinz Richter Herbert Richter Manfred Ulbricht      | Sovjet-Unie Stanislav Moskvine Vladimir Kuznetzov Viktor Bykov Vladimir Semenets                   |
| 1969 | Antwerpen                                       | Sovjet-Unie Stanislav Moskvine Vladimir Kuznetzov Viktor Bykov Sergeï Kuskov                  | Italië Pietro Algeri Giacomo Bazzan Giorgio Morbiato Antonio Castello                             | Frankrijk Claude Buchon Bernard Darmet René Grignon Daniel Rebillard                               |
| 1968 | Rome                                            | Italië Cipriano Chemello Lorenzo Bosisio Giorgio Morbiato Luigi Roncaglia                     | Argentinië Carlos Álvarez Seidanes Juan Alves Gordon Ernesto Contreras Juan Alberto Merlos Toledo | Zweden Erik Pettersson Tomas Pettersson Gösta Pettersson Josef Ripfel                              |
| 1967 | Amsterdam                                       | Sovjet-Unie Stanislav Moskvine Mikhaïl Kolyuschev Viktor Bykov Dzintars Lācis                 | Italië Cipriano Chemello Antonio Castello Luigi Roncaglia Gino Pancino                            | Bondsrepubliek Duitsland Karl-Heinz Henrichs Rainer Podlesch Jürgen Kissner Karl Link              |
| 1966 | Frankfurt am Main                               | Italië Cipriano Chemello Antonio Castello Luigi Roncaglia Gino Pancino                        | Bondsrepubliek Duitsland Karl-Heinz Henrichs Herbert Honz Jürgen Kissner Karl Link                | Tsjecho-Slowakije Jiří Daler Milan Puzrla Frantisek Rezak Milos Jelinek                            |
| 1965 | San Sebastián                                   | Sovjet-Unie Stanislav Moskvine Sergeï Teretschenkov Mikhaïl Kolyuschev Leonid Vukolov         | Italië Cipriano Chemello Cencio Mantovani Aroldo Spadoni Luigi Roncaglia                          | Tsjecho-Slowakije Jiří Daler Milan Puzrla Frantisek Rezak Milos Jelinek                            |
| 1964 | Parijs                                          | Bondsrepubliek Duitsland Lothar Claesges Karl Link Karl-Heinz Henrichs Ernst Streng           | Italië Attilio Benfatto Cencio Mantovani Carlo Rancati Franco Testa                               | Sovjet-Unie Arnold Belgardt Leonid Kolumbet Stanislav Moskvine Sergeï Teretschenkov                |
| 1963 | Rocourt                                         | Sovjet-Unie Arnold Belgardt Sergeï Teretschenkov Stanislav Moskvine Viktor Romanov            | Bondsrepubliek Duitsland Lothar Claesges Klemens Grossimlinghaus Karl-Heinz Henrichs Ernst Streng | Denemarken Deut Hansen Preben Isaksson Leif Larsen Kurt Vid-Stein                                  |
| 1962 | Milaan                                          | Bondsrepubliek Duitsland Ehrenfried Rudolph Bernd Rohr Klaus May Lothar Claesges              | Denemarken Deut Hansen Preben Isaksson Kaj Erik Jensen Kurt Vid-Stein                             | Sovjet-Unie Arnold Belgardt Leonid Kolumbet Stanislav Moskvine Viktor Romanov                      |

### Vrouwen
| Jaar | Plaats     | Goud                                                                                      | Zilver                                                                                     | Brons                                                                                        |
| 2024 | Ballerup   | Verenigd Koninkrijk Katie Archibald Megan Barker Josie Knight Anna Morris Jessica Roberts | Duitsland Franziska Brauße Lisa Klein Mieke Kröger Lena Charlotte Reißner Laura Süßemilch  | Italië Martina Alzini Chiara Consonni Martina Fidanza Vittoria Guazzini Letizia Paternoster  |
| 2023 | Glasgow    | Verenigd Koninkrijk Katie Archibald Elinor Barker Josie Knight Anna Morris Megan Barker   | Nieuw-Zeeland Michaela Drummond Ally Wollaston Emily Shearman Bryony Botha                 | Frankrijk Marion Borras Valentine Fortin Clara Copponi Marie Le Net Victoire Berteau         |
| 2022 | Parijs     | Italië Vittoria Guazzini Elisa Balsamo Chiara Consonni Martina Fidanza Martina Alzini     | Verenigd Koninkrijk Katie Archibald Anna Morris Neah Evans Josie Knight Megan Barker       | Frankrijk Clara Copponi Valentine Fortin Victoire Berteau Marion Borras                      |
| 2021 | Roubaix    | Duitsland Franziska Brauße Lisa Brennauer Mieke Kröger Laura Süßemilch                    | Italië Martina Alzini Elisa Balsamo Chiara Consonni Martina Fidanza Letizia Paternoster    | Verenigd Koninkrijk Katie Archibald Megan Barker Neah Evans Josie Knight                     |
| 2020 | Berlijn    | Verenigde Staten Jennifer Valente Chloé Dygert Emma White Lily Williams                   | Verenigd Koninkrijk Elinor Barker Katie Archibald Eleanor Dickinson Neah Evans Laura Kenny | Duitsland Franziska Brauße Lisa Brennauer Lisa Klein Gudrun Stock                            |
| 2019 | Pruszków   | Australië Amy Cure Ashlee Ankudinoff Annette Edmondson Georgia Baker Alexandra Manly      | Verenigd Koninkrijk Katie Archibald Laura Kenny Elinor Barker Eleanor Dickinson            | Nieuw-Zeeland Michaela Drummond Bryony Botha Holly Edmondston Kirstie James Rushlee Buchanan |
| 2018 | Apeldoorn  | Verenigde Staten Kelly Catlin Chloé Dygert Kimberly Geist Jennifer Valente                | Verenigd Koninkrijk Katie Archibald Laura Kenny Elinor Barker Emily Nelson                 | Italië Elisa Balsamo Tatiana Guderzo Letizia Paternoster Silvia Valsecchi                    |
| 2017 | Hongkong   | Verenigde Staten Kelly Catlin Chloé Dygert Kimberly Geist Jennifer Valente                | Australië Amy Cure Ashlee Ankudinoff Alexandra Manly Rebecca Wiasak                        | Nieuw-Zeeland Racquel Sheath Rushlee Buchanan Kirstie James Jaime Nielsen                    |
| 2016 | Londen     | Verenigde Staten Sarah Hammer Kelly Catlin Chloé Dygert Jennifer Valente                  | Canada Allison Beveridge Jasmin Glaesser Kirsti Lay Georgia Simmerling                     | Verenigd Koninkrijk Laura Trott Elinor Barker Ciara Horne Joanna Rowsell                     |
| 2015 | Parijs     | Australië Ashlee Ankudinoff Amy Cure Annette Edmondson Melissa Hoskins                    | Verenigd Koninkrijk Katie Archibald Elinor Barker Joanna Rowsell Laura Trott               | Canada Laura Brown Allison Beveridge Jasmin Glaesser Stephanie Roorda                        |
| 2014 | Cali       | Verenigd Koninkrijk Elinor Barker Danielle King Joanna Rowsell Laura Trott                | Canada Allison Beveridge Jasmin Glaesser Stephanie Roorda Kirsti Lay                       | Australië Amy Cure Annette Edmondson Melissa Hoskins Isabella King                           |
| 2013 | Minsk      | Verenigd Koninkrijk Elinor Barker Danielle King Laura Trott                               | Australië Amy Cure Annette Edmondson Melissa Hoskins                                       | Canada Laura Brown Gillian Carleton Jasmin Glaesser                                          |
| 2012 | Melbourne  | Verenigd Koninkrijk Joanna Rowsell Danielle King Laura Trott                              | Australië Annette Edmondson Melissa Hoskins Josephine Tomic                                | Canada Gillian Carleton Jasmin Glaesser Tara Whitten                                         |
| 2011 | Apeldoorn  | Verenigd Koninkrijk Wendy Houvenaghel Danielle King Laura Trott                           | Verenigde Staten Dotsie Bausch Sarah Hammer Jennie Reed                                    | Nieuw-Zeeland Kaytee Boyd Alison Shanks Jaime Nielsen                                        |
| 2010 | Kopenhagen | Australië Ashlee Ankudinoff Sarah Kent Josephine Tomic                                    | Verenigd Koninkrijk Elizabeth Armitstead Wendy Houvenaghel Joanna Rowsell                  | Nieuw-Zeeland Lauren Ellis Alison Shanks Rushlee Buchanan                                    |
| 2009 | Pruszków   | Verenigd Koninkrijk Elizabeth Armitstead Wendy Houvenaghel Joanna Rowsell                 | Nieuw-Zeeland Lauren Ellis Alison Shanks Jaime Nielsen                                     | Australië Ashlee Ankudinoff Sarah Kent Josephine Tomic                                       |
| 2008 | Manchester | Verenigd Koninkrijk Wendy Houvenaghel Joanna Rowsell Rebecca Romero                       | Oekraïne Svitlana Galyuk Lyubov Shulika Lesya Kalitovska                                   | Duitsland Charlotte Becker Alexandra Sontheimer Verena Jooß                                  |

## Medaillespiegel

### Mannen
| Plaats | Land                           | Goud | Zilver | Brons | Totaal |
| 1      | Australië                      | 13   | 2      | 6     | 21     |
| 2      | Duitsland                      | 11   | 8      | 5     | 24     |
| 3      | Italië                         | 7    | 6      | 6     | 19     |
| 4      | Sovjet-Unie                    | 7    | 6      | 5     | 18     |
| 5      | Verenigd Koninkrijk            | 6    | 12     | 3     | 21     |
| 6      | Duitse Democratische Republiek | 5    | 6      | 2     | 13     |
| 7      | Denemarken                     | 4    | 4      | 7     | 15     |
| 8      | Oekraïne                       | 2    | 3      | 1     | 6      |
| 9      | Nieuw-Zeeland                  | 1    | 2      | 5     | 8      |
| 10     | Tsjecho-Slowakije              | 1    | 0      | 6     | 7      |
| 11     | Frankrijk                      | 0    | 3      | 4     | 7      |
| 12     | Verenigde Staten               | 0    | 1      | 1     | 2      |
| 12     | Nederland                      | 0    | 1      | 1     | 2      |
| 12     | Rusland                        | 0    | 1      | 1     | 2      |
| 15     | Argentinië                     | 0    | 1      | 0     | 1      |
| 15     | Polen                          | 0    | 1      | 0     | 1      |
| 17     | Zwitserland                    | 0    | 0      | 2     | 2      |
| 18     | Spanje                         | 0    | 0      | 1     | 1      |
| 18     | Zweden                         | 0    | 0      | 1     | 1      |
| Totaal | Totaal                         | 57   | 57     | 57    | 171    |

### Vrouwen
| Plaats | Land                | Goud | Zilver | Brons | Totaal |
| 1      | Verenigd Koninkrijk | 8    | 6      | 2     | 16     |
| 2      | Verenigde Staten    | 4    | 1      | 0     | 5      |
| 3      | Australië           | 3    | 3      | 2     | 8      |
| 4      | Italië              | 1    | 1      | 2     | 4      |
| 4      | Duitsland           | 1    | 1      | 2     | 4      |
| 6      | Nieuw-Zeeland       | 0    | 2      | 4     | 6      |
| 7      | Canada              | 0    | 2      | 3     | 5      |
| 8      | Oekraïne            | 0    | 1      | 0     | 1      |
| 9      | Frankrijk           | 0    | 0      | 2     | 2      |
| Totaal | Totaal              | 17   | 17     | 17    | 51     |

(Bijgewerkt t/m WK 2024)